# Pahtajärvi (Jukkasjärvi socken, Lappland, 751640-176832)
Pahtajärvi är en sjö i Kiruna kommun i Lappland och ingår i Torneälvens huvudavrinningsområde. Sjön har en area på 0,0558 kvadratkilometer och ligger 285,9 meter över havet.

## Delavrinningsområde
Pahtajärvi ingår i det delavrinningsområde (751294-177381) som SMHI kallar för Ovan Lainiojoki. Medelhöjden är 265 meter över havet och ytan är 23,8 kvadratkilometer. Räknas de 3 avrinningsområdena uppströms in blir den ackumulerade arean 141,79 kvadratkilometer. Junojoki som avvattnar avrinningsområdet har biflödesordning 2, vilket innebär att vattnet flödar genom totalt 2 vattendrag innan det når havet efter 286 kilometer. Avrinningsområdet består mestadels av skog (36 procent) och sankmarker (61 procent). Avrinningsområdet har 0,29 kvadratkilometer vattenytor vilket ger det en sjöprocent på 1,2 procent.